# Голям тръстиков плъх
Големият тръстиков плъх (Thryonomys swinderianus) е вид бозайник от семейство Тръстикови плъхове (Thryonomyidae).

## Разпространение и местообитание
Разпространен е в Бенин, Ботсвана, Бурунди, Габон, Гамбия, Гана, Гвинея, Екваториална Гвинея, Замбия, Зимбабве, Камерун, Кения, Конго, Кот д'Ивоар, Либерия, Малави, Мозамбик, Намибия, Нигерия, Руанда, Свазиленд, Сенегал, Танзания, Того, Уганда, Южен Судан и Южна Африка.